# Critical Role
《Critical Role》是一部美国网络系列，由一群专业配音演员玩《龙与地下城》游戏。该节目于2015年3月开始在网络上直播，当时演员阵容正在进行他们的第一场战役。第一场战役在115集后于2017年10月结束，第二场战役于2018年1月开始，141集后于2021年6月结束。在两个战役之间的间歇期，播出了许多单场节目。第二场战役结束后，衍生的有限系列《Exandria Unlimited》于2021年6月至8月播出。第三场战役于2021年10月21日首映。
该系列在美国太平洋时间周四19:00在Critical Role的Twitch和YouTube频道上播出，视频点播（VOD）在直播后立即对Twitch订阅者开放。VOD将在直播后的周一在Critical Role的网站上向公众开放，并上传到他们的YouTube频道上。在COVID-19大流行之前，该节目曾现场直播，但自第二场战役的第100集回归以来，已经改为预录。
该系列的知识財產權歸屬於演员，该节目的名称也借用于演员拥有的工作室——Critical Role Productions。自2018年以来，该工作室一直在制作《Critical Role》。基于该节目的许多经许可的作品已经发布，例如多部漫画书和两本官方战役设定指南。基于《Critical Role》第一场战役的动画系列《機械之聲的傳奇》于2022年1月28日首映。基于第二场战役的动画系列《Mighty Nein》于2023年1月宣布将推出。